# Gerbillurus vallinus
Espèce
Statut de conservation UICN

 LC  : Préoccupation mineure
Gerbillurus vallinus ou Gerbillurus (Gerbillurus) vallinus est une espèce qui fait partie des rongeurs. C'est une gerbille de la famille des Muridés que l'on rencontre dans l'ouest de l'Afrique du Sud et dans le sud ouest de la Namibie.